# Асанов, Магаз Оразкимович
Магаз Оразкимович Асанов (18 февраля 1951, г. Зыряновск, Восточно-Казахстанская область) — советский/российский математик.

## Биография
После окончания Уральского университета (1973) по специальности «математика» и аспирантуры по кафедре математического анализа (1976) работает в Уральском университете. Кандидат физико-математических наук (1981), доцент (1987). С 1993 г. — декан математико-механического факультета, с 1998 г. — заведующий кафедрой математической экономики, с 2013 года — директор Института математики и компьютерных наук Уральского федерального университета (бывший математико-механический факультет Уральского государственного университета). В 2005 году стал лауреатом Президентской премии в области образования.

## Научная деятельность
Научные интересы М. О. Асанова в 70-е годы были связаны с общей топологией (кардинальные инварианты пространств непрерывных функций). С 80-х гг. он занимается прикладными вопросами (автоматическое проектирование электронных устройств и дискретная оптимизация). Им опубликовано более 30 научных и научно-методических работ.
В 1987 году в составе авторского коллектива М. О. Асанов награждён серебряной медалью ВДНХ СССР за создание системы автоматического проектирования печатных плат. В 1996 году он награждён премией Уральского госуниверситета за лучшую методическую работу (разработка и методическое обеспечение курса «Дискретная оптимизация»). Его книга «Дискретная оптимизация» рекомендована в качестве учебного пособия для математических специальностей университетов. М. О. Асанов входит в состав президиума Научно-методического совета по математике и механике учебно-методического объединения университетов России и принимает активное участие в разработке Государственных образовательных стандартов по математике и механике. С конца 1993 года и до 2019 года — декан факультета.

### Важнейшие публикации
- О пространстве непрерывных отображений // Изв.вузов. Математика. 1980. № 4;
- Развитие канального подхода в конструировании МЭА. Свердловск, 1987 (в соавторстве);
- Дискретная оптимизация. 2-е изд. Екатеринбург, 1998.